# Hermannus Scholten

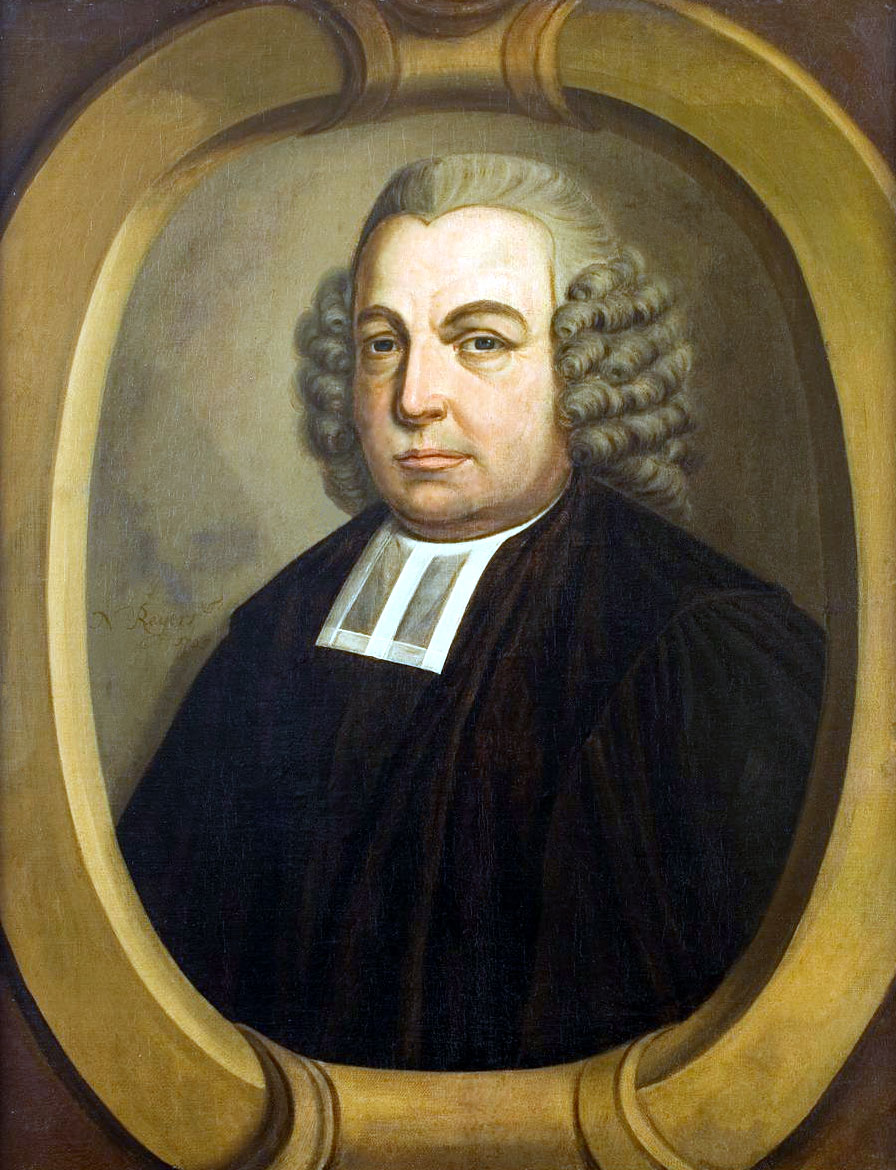
Hermannus Scholten

Hermannus Scholten auch: Herman Scholten (* 28. Mai 1726 in Haaksbergen; † 10. Oktober 1783 in Leiden) war ein niederländischer reformierter Theologe.

## Leben
Scholten studierte 1744 Philosophie und Philologie an der Universität Harderwijk, wo er sich am 13. September in die Matrikel der Hochschule eingeschrieben hatte. Später wechselte er zur Theologie und trat 1747 als Kandidat des Pfarramts in Erscheinung. In Harderwijk hatten Johann Christoph Struchtmeyer Geschichte, Rhetorik und griechische Sprache, Bernard Sebastiaan Cremer (1683–1750) Theologie und Gerhardus ten Cate (1699–1749) Theologie, orientalische Sprachen und Kirchengeschichte unterrichtet. Sie dürften durchaus einen prägenden Einfluss auf Scholten gehabt haben. Am 30. September 1753 trat er als Pfarrer in Gronau sein Amt an, wurde am 13. Dezember 1755 zum Pfarrer in Diepenheim berufen, welches Amt er am 6. Juni 1756 übernahm.
Am 30. Januar 1765 wurde er zum Professor der Theologie an der Universität Leiden und Pfarrer daselbst berufen. Hier verlieh ihm am 10. Juni des Berufungsjahres der Senat der Hochschule die Ehrendoktorwürde der Theologie und seinen Lehrstuhl trat er am 18. Juni mit der Rede de hominine peccatoris propter sola (…) Jesu Christi merita coram Deo justificatione, olim festo expiationis die in intimis tabernaculi Mosiaci aditis  ab ipso Deo elegantissime depicta (Leiden 1765) an.
Er beteiligte sich auch an den organisatorischen Aufgaben der Hochschule und war 1772/73 Rektor der Alma Mater. Diese Aufgabe legte er mit der Rede De Paulo Apostolo. Perfecta doctoris Evangeli forma nieder. Am 5. Juni 1778 wurde er Mitglied der Gesellschaft der niederländischen Literatur in Leiden. Er beschäftigte sich mit Mundarten der griechischen und niederländischen Sprache. Zudem ist die Arbeit Dictata in Canones Synodi Dordracenae  (1778 und 1779) von ihm bekannt.